# Балка Антонівка
Балка Антонівка — ботанічна пам'ятка природи місцевого значення. Об'єкт розташований на території Розівського району Запорізької області, село Антонівка.
Площа — 5 га, статус отриманий у 1976 році.